# Pieve dei Santi Gervasio e Protasio (Nimis)
La pieve dei Santi Gervasio e Protasio è la con- parrocchiale di Nimis, in provincia ed arcidiocesi di Udine; fa parte della forania della Pedemontana.

## Storia
Un primo edificio di culto fu costruito nel VI secolo, al tempo dei Longobardi. Questo edificio, più volte ampliato e restauro fino al XII secolo, venne distrutto dal terremoto del 1348. L'attuale pieve fu edificata, infatti, nel XIV secolo. 
La chiesa venne, in seguito, ristrutturata varie volte: nel 1714, nel 1898, nel 1934, nel 1964 e, infine, nel 2000.

## Interno

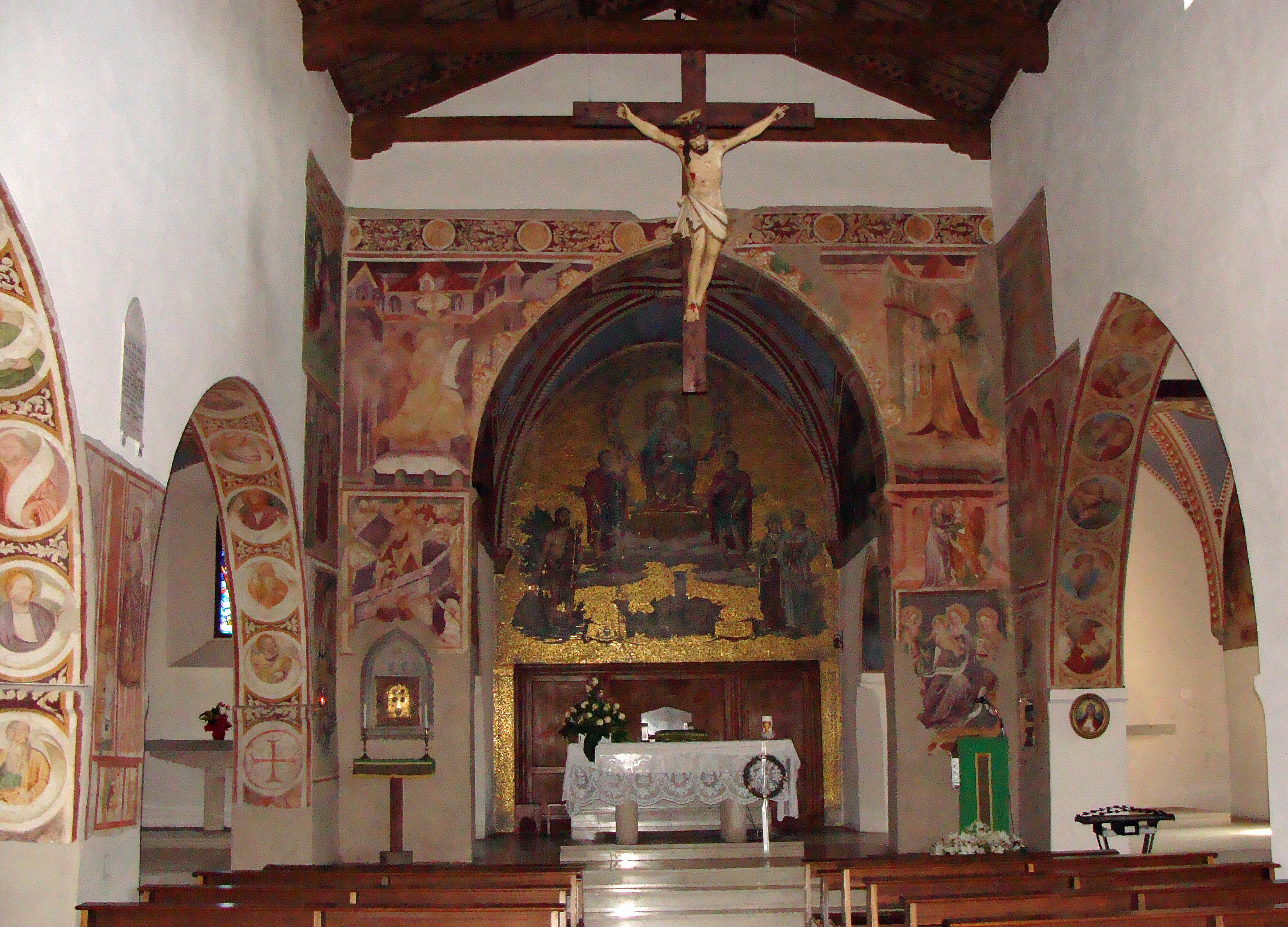
L'interno

Vi si possono trovare affreschi risalenti al Medioevo, al Rinascimento e i cicli pittorici di Tita Gori (1870-1941 in Nimis). Nel 1964 vennero rimossi il vecchio altare maggiore con le statue dei due Santi patroni, e l'affresco sovrastante, sempre del Gori, che raffigurava l'Agnus Dei; al momento non se ne ha più traccia (se non nelle foto storiche). Sono stati soatituiti, rispettivamente, con un nuovo altare in marmo e un mosaico della Scuola Mosaicisti di Spilimbergo, su disegno di Fred Pittino, raffigurante la Vergine in trono con il bambino e attorniata dai santi Gervasio e Protasio e da San Giovanni Battista. Nelle absidi laterali pure vi sono due altari di metà Novecento attaccati alle pareti.
Il piccolo organo nella navata di sinistra è stato restaurato nel 1979 dalla ditta organara Zanin.
Accanto ad esso troviamo, appese al muro, due tele: una Madonna del Rosario del XVIII secolo di fattura popolare, e un Battista d'inizio Ottocento. A terra si vedono degli scavi che mostrano ritrovamemti d'età tardoantica.
Accanto all'ingresso c'é il fonte battesimale in pietra del XV secolo, con una copertura moderna in rame.